# Nicholas Stern

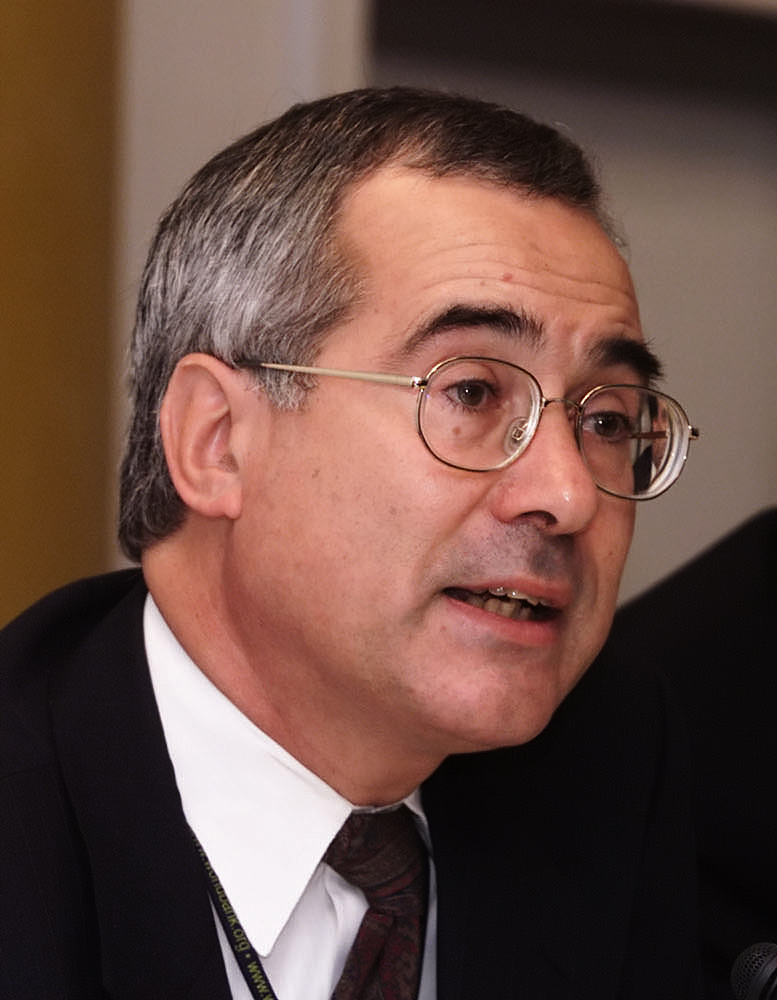
Nicholas Stern (2000)

Nicholas Herbert Stern, Baron Stern of Brentford CH (* 22. April 1946 in London) ist ein britischer Ökonom. Derzeit ist er Professor an der London School of Economics und berät die britische Regierung in Wirtschaftsfragen.

## Herkunft, Ausbildung und akademische Karriere
Sein Vater, der Schreiner Adalbert Stern (geboren 1917 in Themar, gestorben 1992 in Davos), hatte im Januar 1939 Thüringen verlassen, nachdem seine Mutter Selma  zu Julius Moses nach Berlin, Bundesratufer 9 gezogen war – ebenso wie seine ältere Halbschwester Elli Bär mit Artur Plaut. Im Sommer 1940 in St Albans bei London aufgegriffen, reiste er auf der Dunera nach Sydney. Zurück aus der Internierung heiratete er Marion Fatima Swann (1921–1993), die Tochter von Naguime Sultan Pistzoff und Schwester von Donald Ibrahim Swann. Zu Nicholas’ Geschwistern gehört Richard D. Stern, der bis 2000 Vizepräsident der Weltbank war.
Nicholas Stern studierte Mathematik an der Universität Cambridge und Volkswirtschaftslehre an der Universität Oxford, wo er 1972 zum Philosophiae Doctor promovierte. Danach war er über 20 Jahre als Wirtschaftsprofessor an verschiedenen Universitäten tätig: von 1970 bis 1977 an der Universität Cambridge, von 1978 bis 1987 an der Universität Warwick sowie von 1986 bis 1993 an der London School of Economics.
Nicholas Stern ist verheiratet und Vater von drei Kindern.

## Zeit bei der EBWE und der Weltbank
Von 1994 bis 1999 war er Chefökonom der Europäischen Bank für Wiederaufbau und Entwicklung. In seiner Arbeit befasste er sich hauptsächlich mit Wirtschaftswachstum und -entwicklung. Durch ihn, und seinen damaligen Kollegen Horst Köhler, erlangte die Bank bei Finanzexperten eine hohe Reputation. In dieser Zeit schrieb er auch einige Bücher über Kenia und die Grüne Revolution in Indien.
Von 2000 bis 2003 war er Chefökonom der Weltbank.

## Thesen zum Klimawandel
Am 30. Oktober 2006 veröffentlichte Nicholas Stern den Stern-Report, in dem er die wirtschaftlichen Folgen eines zukünftigen Klimawandels untersuchte. Der Bericht wurde im Juli 2005 von der britischen Regierung, im Speziellen von Schatzkanzler Gordon Brown, angefordert und sollte die wirtschaftlichen Aspekte des Klimawandels behandeln, welche Herausforderungen er für die Wirtschaft mit sich bringt und wie man ihnen begegnen kann, sowohl in Großbritannien als auch weltweit.
Seine wichtigsten Aussagen in dem Bericht sind, dass man schnell handeln müsse, um die globale Erwärmung zu stoppen, da die wirtschaftlichen Kosten eines Klimawandels viel höher wären, als die wirtschaftlichen Einbußen, die durch ein rasches Eingreifen heute entstehen würden. Laut Stern müssten die Ausgaben für Forschung an Technologien zur Verringerung des Treibhausgasausstoßes verdoppelt werden und sowohl reiche als auch arme Länder zusammenarbeiten, um den Klimawandel aufzuhalten.
Der CO2-Gehalt der Luft sollte bis zum Jahre 2050 unter 550 Teile pro einer Mio. Äquivalenzteile gehalten werden (2015: ca. 400 ppm, vor der Industrialisierung ca. 280 ppm). Dann könnten wir gerade noch mit den Folgen von weiteren 2–3 Grad Erderwärmung leben lernen. Dafür müssten wir nach seinem Modell ab sofort etwa 1 Prozent unseres Bruttosozialproduktes aufwenden. Diese Kosten wären weit geringer als die zu erwartenden Schäden durch Dürre, Hochwasser, Wind, Hitze oder Kälte und die dadurch ausgelösten globalen Völkerwanderungen. Das Abbremsen des CO2-Anstiegsprozesses würde für unsere entwickelten Volkswirtschaften aber eine 60–80-prozentige Reduzierung des CO2-Ausstoßes erfordern. Wir könnten nicht das Risiko eingehen und auf eine technologische Lösung wie zum Beispiel einen „CO2-Staubsauger“ hoffen. Sehr wichtig sei auch die positive Wirkung einer Wiederaufforstung. Auf jeden Fall müssten die Regierungen den CO2-Ausstoß mittels Steuern und Kontingentierungen drastisch verteuern, um den „katastrophalen Marktfehler“ zu beseitigen, dass CO2-Ausstoß zurzeit fast nichts koste.
2009 sprach sich Stern für einen Fleischverzicht aus Klimaschutzgründen aus.

## Mitglied des House of Lords
Am 10. Dezember 2007 wurde er als Life Peer zum Baron Stern of Brentford, of Elsted in the County of West Sussex and of Wimbledon in the London Borough of Merton, erhoben und ist dadurch seither Mitglied des House of Lords. Im Parlament gehört er der Fraktion der Crossbencher an.

## Ehrungen
- 1993: Mitglied der British Academy
- 1998: Mitglied der American Academy of Arts and Sciences
- 2004: Knight Bachelor
- 2006: Ehrendoktorwürde der University of Warwick
- 2009: Ehrendoktorwürde der Technischen Universität Berlin[13]
- 2009: Corine – Internationaler Buchpreis für Der Global Deal
- 2010: BBVA Foundation Frontiers of Knowledge Award
- 2011: Leontief-Preis[14]
- 2014: Mitglied der Royal Society
- 2015: Schumpeter-Preis
- 2015: Mitglied der American Philosophical Society
- 2017: Order of the Companions of Honour
- 2021: Bernhard-Harms-Preis des Instituts für Weltwirtschaft[15]

## Veröffentlichungen
- The Economics of Climate Change: The Stern Review. Cambridge University Press, Cambridge u. a. 2007, ISBN 0-521-70080-9.
- Der Global Deal: Wie wir dem Klimawandel begegnen und ein neues Zeitalter von Wachstum und Wohlstand schaffen. Beck, München 2009, ISBN 3-406-59176-0 (englisch: The Global Deal: Climate Change and the Creation of a New Era of Progress and Prosperity. 2009. Übersetzt von Martin Richter).
- Nicholas Stern: Why Are We Waiting?: The Logic, Urgency, and Promise of Tackling Climate Change. MIT Press, Cambridge und London 2015, ISBN 978-0-262-02918-6.